# Cellule
Cellule korábbi község (település) Franciaországban, Puy-de-Dôme megyében. 2016. január 1-jén La Moutade községgel egyesült és Chambaron sur Morge új község része lett.
Lakosainak száma 1243 fő (2018. január 1.). Cellule La Moutade, Beauregard-Vendon, Le Cheix-sur-Morge, Davayat, Chambaron-sur-Morge, Pessat-Villeneuve, Saint-Bonnet-près-Riom és Varennes-sur-Morge községekkel határos.

## Népesség
A település népességének változása:
| Lakosok száma | 430  | 461  | 450  | 534  | 726  | 973  | 1159 | 1174 | 1224 | 1243 |
|               | 1962 | 1968 | 1975 | 1982 | 1990 | 2008 | 2013 | 2015 | 2017 | 2018 |